# 科利瑟姆劇院

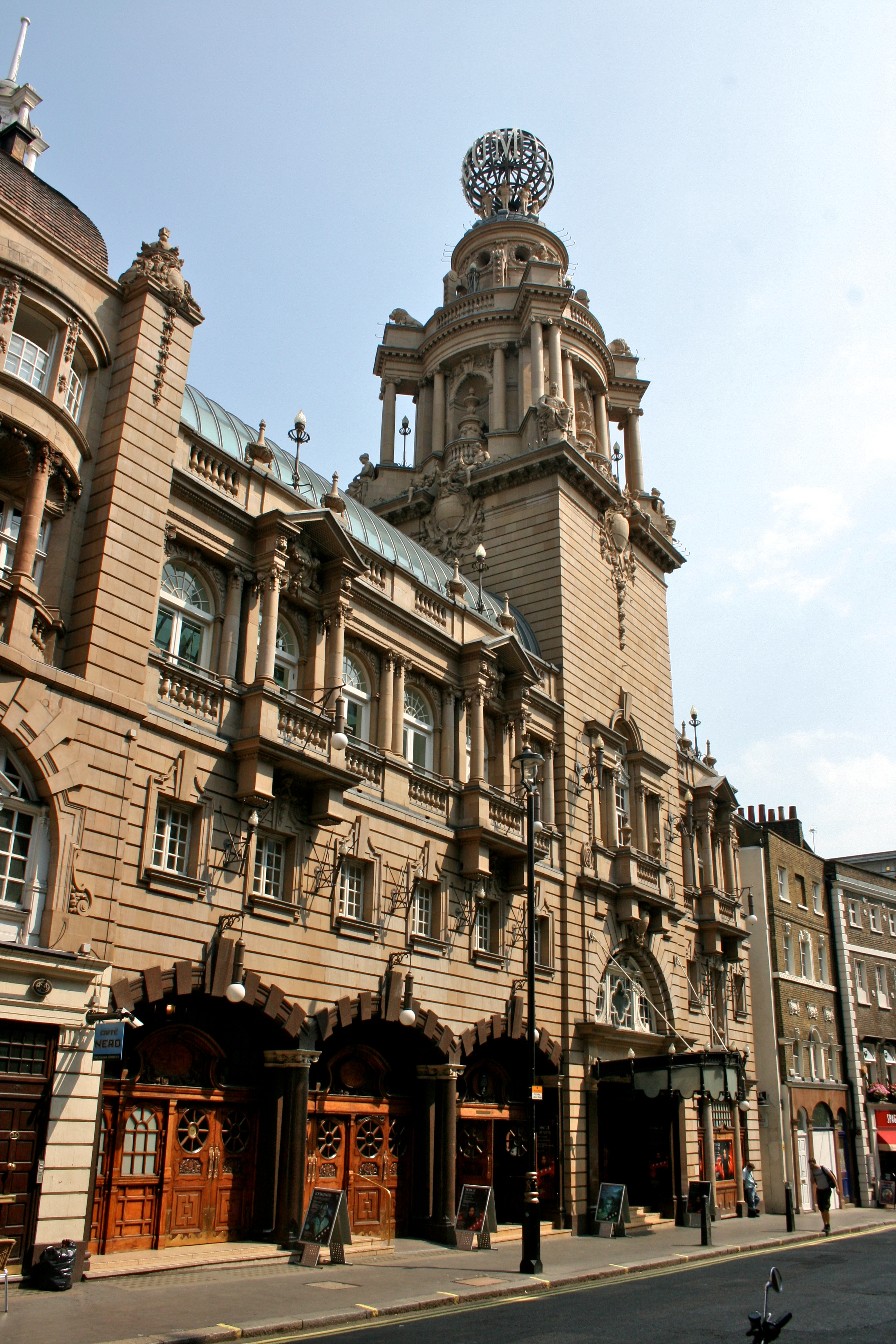

科利瑟姆劇院（London Coliseum）是倫敦市中心聖馬丁巷的一座劇院，也是倫敦規模最大和最高檔的劇院之一，開業於1904年12月24日，當時名為London Coliseum Theatre of Varieties，劇院的設計者是建築師Frank Matcham。劇院共有2359個座位，是倫敦規模最大的劇院。

## 外部連結
- English National Opera site （页面存档备份，存于）
- London Theatre Guide （页面存档备份，存于） with what's on at the London Coliseum